# Adrián Fernández (Rennfahrer, 1963)

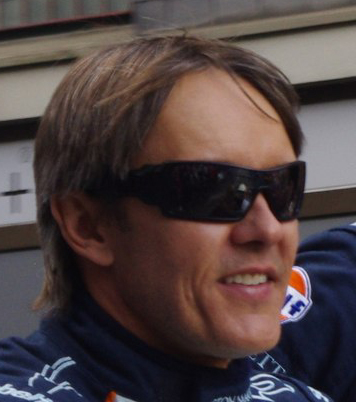
Adrián Fernández 2011

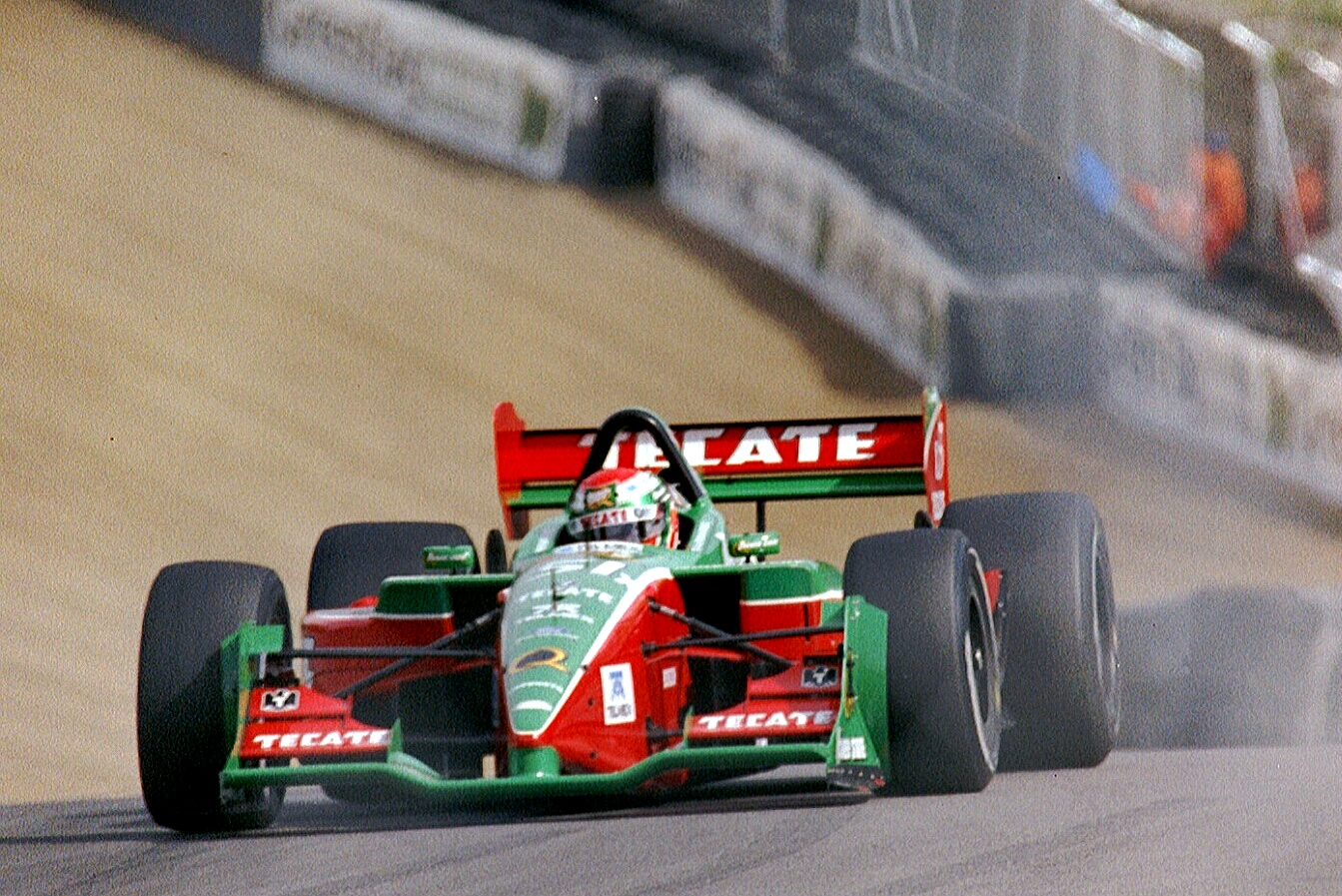
Adrián Fernández im Lola B02/00 beim ChampCar-Rennen in Brands Hatch 2003

José Adrián Fernández Mier (* 20. April 1963 in Mexiko-Stadt) ist ein ehemaliger mexikanischer Automobilrennfahrer, Rennstallbesitzer und Motorsportfunktionär.

## Karriere als Rennfahrer

### Monopostosport
Fernández Karriere begann schon im Kindesalter. Als Achtjähriger fuhr er bereits Motocross und im Alter von 18 Jahren erste Monopostorennen in Mexiko. Er war ein erfolgreicher Formel-3-Pilot, mit Rennstarts in der britischen Meisterschaft und dem Gewinn der mexikanischen Formel-3-Serie 1991.
International bekannt wurde Adrián Fernández durch seine Einsätze im US-amerikanischen Monopostosport. Nach einem dritten Endrang hinter Robbie Buhl und Franck Fréon in der Indy-Lights-Serie 1992 wechselte er 1993 in die PPG Indy Car World Series. Elf Jahre lang bestritt er Rennen der Indy Car World Series und deren Nachfolgeserie. Zwischen 1996 und 2003 gelangen ihm sechs Rennsiege. In der Saison 2000 wurde er hinter Gil de Ferran Vizemeister vor Roberto Moreno.
2004 wechselte er mit seinem Rennteam in die IndyCar Series, gewann drei Saisonrennen und wurde Meisterschaftsfünfter.

### Sportwagenrennen
Nach dem Ende der Monopostokarriere wandte sich Fernández dem Sportwagensport zu. Er startete als Fahrer im eigenen Rennstall in der American Le Mans Series, wo er 2009 im Acura ARX-01b die Gesamtwertung gewann. Als Werksfahrer von Aston Martin Racing fuhr er in der FIA-Langstrecken-Weltmeisterschaft und beim 24-Stunden-Rennen von Le Mans, wo seine beste Platzierung im Schlussklassement der sechste Rang 2010 war.

## Rennstallbesitzer, Motorsportfunktionär und Familie
Zwischen 2001 und 2009 betrieb er unter dem Namen Fernández Racing einen eigenen Rennstall, den er nach dem Erfolg in der American Le Mans Series 2009 auflöste. Nach dem Rücktritt als Fahrer mit dem Ablauf der Saison 2012 arbeitete er im Sportmanagement. Zu seinen Kunden zählte unter anderen sein Landsmann Sergio Pérez.
Adrián Fernández ist seit 2017 mit der mexikanischen Schauspielerin Priscila Perales verheiratet. Das Paar hat einen 2020 geborenen Sohn.

## Statistik

### Le-Mans-Ergebnisse
| Jahr | Team                | Fahrzeug                 | Teamkollege    | Teamkollege     | Platzierung | Ausfallgrund |
| ---- | ------------------- | ------------------------ | -------------- | --------------- | ----------- | ------------ |
| 2007 | Barazi Epsilon      | Zytek 07S/2              | Robbie Kerr    | Haruki Kurosawa | Rang 27     |              |
| 2010 | Aston Martin Racing | Lola-Aston Martin LMP1   | Stefan Mücke   | Harold Primat   | Rang 6      |              |
| 2011 | Aston Martin Racing | Aston Martin AMR-One     | Andrew Meyrick | Harold Primat   | Ausfall     | Motorschaden |
| 2012 | Aston Martin Racing | Aston Martin Vantage GT2 | Stefan Mücke   | Darren Turner   | Rang 19     |              |

### Sebring-Ergebnisse
| Jahr | Team                    | Fahrzeug                | Teamkollege   | Teamkollege  | Platzierung     | Ausfallgrund |
| ---- | ----------------------- | ----------------------- | ------------- | ------------ | --------------- | ------------ |
| 2007 | Lowe’s Fernandez Racing | Lola B06/43             | Luis Díaz     |              | Rang 3          |              |
| 2008 | Lowe’s Fernandez Racing | Acura ARX-01b           | Luis Díaz     |              | Disqualifiziert |              |
| 2009 | Lowe’s Fernandez Racing | Acura ARX-01b           | Luis Díaz     |              | Rang 4          |              |
| 2010 | Aston Martin Racing     | Lola B09/60             | Harold Primat | Stefan Mücke | Rang 3          |              |
| 2012 | Aston Martin Racing     | Aston Martin Vantage V8 | Darren Turner | Stefan Mücke | Rang 32         |              |

### Einzelergebnisse in der FIA-Langstrecken-Weltmeisterschaft
| Saison | Team                | Rennwagen                | 1   | 2   | 3   | 4   | 5   | 6   | 7   | 8   |
| ------ | ------------------- | ------------------------ | --- | --- | --- | --- | --- | --- | --- | --- |
| 2012   | Aston Martin Racing | Aston Martin Vantage GT2 | SEB | SPA | LEM | SIL | SAO | BAH | FUJ | SHA |
| 2012   | Aston Martin Racing | Aston Martin Vantage GT2 | 32  | DNF | 19  | 23  |     |     |     |     |